# 骅中街道
骅中街道，是中华人民共和国河北省沧州市黄骅市下辖的一个乡镇级行政单位。

## 行政区划
骅中街道下辖以下地区：
西水库社区、信誉楼大街社区、文化路社区和兴东社区。